# أيزو 14001
الشعار القياسي أيزو 14001.
يحدد معيار أيزو 14001 سلسلة من المتطلبات التي يجب أن يفي بها نظام الإدارة البيئية للمؤسسة حتى يتم اعتماده — من قبل منظمة خارجية ولفترة محدودة - كما يفي بالمعيار . وهو جزء من إطار التنمية المستدامة ويرتكز على نهج تطوعي للتحسين المستمر.

## مقدمة
تم إنتاج المعيار الدولي أيزو 14001 من قبل المنظمة الدولية للتوحيد القياسي وهو جزء من معيار أيزو 14000 التي تتضمن أيضًا معايير تكميلية تتعلق بالإدارة البيئية . وهو أحد عناصر شهادات الجودة والسلامة والبيئة الثلاثية أيزو 9001 و أيزو 14001 و أيزو 45001 التي تسمح للشركات بالحصول على سياسة عالمية لإدارة المخاطر .
وهو أيضًا أحد المعايير التي تستند إليها أيزو 26000، والتي تم دمجها وتوضيحها.

## معيار الأيزو 14001

يعتمد أيزو 14001 على مبدأ عجلة ديمنج.

يوفر معيار أيزو 14001 إطارًا للتحكم في التأثيرات البيئية الناتجة ويهدف إلى التحسين المستمر لأدائها البيئي .
ويمكن استخدامه من قبل أي منظمة بغض النظر عن حجمها وموقعها في العالم. تختص هذه المواصفة بجميع أنواع الأنشطة الصناعية (الزراعية، التعدين، النسيج، الميكانيكا، الكيماويات، الأدوية , إلخ. ).
إنه إطار يتضمن وعي الموظفين، ولكن أيضًا معالجة الطلبات الخارجية، وبدرجة أقل، الاتصال الخارجي الطوعي.

## مجال التطبيق
| العام | نسخة الإصدار |
| ----- | ------------ |
| 1996  | 1            |
| 2004  | 2            |
| 2015  | 3            |

## المذكرات و المراجع الخارجية
1. ↑  Valérie Baron (1998). Pratiquer le management de l'environnement. Paris: Afnor. ص. 11.

### مقالات ذات صلة
- المسؤولية الاجتماعية للشركات
- المنظمة الدولية للمقاييس
- سلسلة معايير أيزو 14000

### روابط خارجية
- أيزو 14000 – الإدارة البيئية، على موقع منظمة الأيزو

قالب:Liens
- Notices d'autoritéFichier:Blue_pencil.svg [voir et modifier les données sur wikidata] :
- GND
- Tchéquie
- Lettonie

قالب:Palette